# Szronka
Szronka (prononciation : [ˈʂrɔŋka]) est un village polonais de la gmina de Kuczbork-Osada dans le powiat de Żuromin de la voïvodie de Mazovie dans le centre-est de la Pologne.
Il se situe à environ 16 km au nord-est de Żuromin (siège du powiat) et à 123 km au nord-ouest de Varsovie (capitale de la Pologne).

## Histoire
De 1975 à 1998, le village appartenait administrativement à la voïvodie de Ciechanów.